# Вільям Джеймс Сідіс
Вільям Джеймс Сідіс (англ. William James Sidis; 1 квітня 1898 — 17 липня 1944) — вундеркінд, поліглот, ексцентричний геній, відомий у США на початку XX століття, володів незвичайними математичними та лінгвістичними здібностями.

## Життєпис
Народився 1 квітня 1898 року в Нью-Йорку, виріс у сім'ї євреїв-емігрантів з українського міста Бердичів. Вільяма назвали на честь хрещеного батька Вільяма Джеймса, американського філософа, з яким дружив його батько Борис Сідіс.

### Батьки
Батько Вільяма Борис Сідіс народився в Бердичеві в єврейській родині. На батьківщині піддавався переслідуванню з політичних мотивів і провів два роки у тюрмі.
1887 — емігрував до США, де отримав вчений ступінь доктора медицини в Гарвардському університеті, викладав там психологію, опублікував ряд книг і статей. Був одним з найзначніших психіатрів і психологів США свого часу. Заснував такий напрямок, як психопатологія, займався питаннями гіпнозу і групової психотерапії, написав книгу «Психологія навіювання», яка і до цього дня вважається авторитетним виданням.
Борис критикував діяльність Зигмунда Фройда і був категорично проти «божевільної епідемії фройдизму, що вторгається до Америки». Крім того, критикував популярну в ті роки євгеніку і виступав проти Першої світової війни. Борис був поліглотом і зміг прищепити цю якість Вільяму в ранньому віці.
Мати Вільяма Сара Вільям Джеймс Сідіс (Мандельбаум) закінчила медичний факультет Бостонського університету 1897 року, але покинула свою кар'єру задля виховання Вільяма. Батьки хотіли зробити свого сина генієм, використовуючи власні методи навчання, за які їх критикували.
У віці 18 місяців Вільям зміг прочитати газету «Нью-Йорк Таймс». До свого восьмиліття написав чотири книги. Його IQ оцінювався в районі від 250 до 300 (найвищий зафіксований IQ в історії). В 11-річному віці вступив до Гарварду.
Усе своє життя Вільям Джеймс Сідіс був соціально пасивним. В юному віці він вирішив відмовитися від сексу і присвятити життя інтелектуальному розвитку. Його інтереси виявлялися в досить екзотичних формах. Він написав дослідження з альтернативної історії США.
Доросле життя він працював простим бухгалтером, носив традиційний сільський одяг і звільнявся з роботи, як тільки проявлялась його геніальність. Прагнучи жити непомітно, він ховався від журналістів.

### Гарвард і життя в коледжі (1905—1915)
З першої спроби віддати дитину вчитися до Гарварду Борису не вдалося, 1905 року керівництво університету не захотіло брати семирічного студента. За чотири роки, коли Вільяму виповнилося 11, він вступив до Гарварду на експериментальне відділення для обдарованих дітей, ставши наймолодшим студентом. У його групі вчилися такі відомі особистості, як «батько» кібернетики Норберт Вінер, інженер-винахідник Річард Бакмінстер Фуллер і композитор Роджер Сешнс.
На початку 1910 року знання Вільяма у вищій математиці були настільки глибокі, що його запрошували читати лекції з чотиривимірного простору в Гарвардському математичному клубі. Професор Массачусетського технологічного інституту Деніел Ф. Комсток пророкував Вільяму грандіозну кар'єру вченого-математика і говорив про його майбутнє лідерство в цій галузі.
Пізніше Вільям вступив до Гарвардської вищої школи мистецтв і наук. Після закінчення інституту в інтерв'ю журналісту газети «Бостон Геральд» він розповів, що хотів би жити відлюдником, залишаючись одинаком. Жінками, за його словами, він не цікавився. Однак пізніше у нього з'явилася сильна прихильність до молодої Марті Фулі.

### Викладацька діяльність і подальше навчання (1915—1919)
Після того як група гарвардських студентів стала загрожувати Вільяму фізичною розправою, батьки знайшли синові посаду помічника викладача математики в Університеті Райса в Х'юстоні, Техас. Вільям почав роботу в грудні 1915 року, коли йому було 17. Він вів курс геометрії Евкліда, неевклідової геометрії і тригонометрії (з геометрії Евкліда він сам написав підручник грецькою мовою).
Менш ніж за рік розчарований своєю роботою і поганим ставленням старших від нього студентів, Вільям повернувся до Нової Англії. У вересні 1916 року вступив до Гарвардської школи права, але не закінчив її, перервавши навчання на останньому році в березні 1919 року.

### Політика і арешт (1919—1921)
1919 — незабаром після того, як Вільям залишив юридичний факультет, його заарештували за участь у першотравневій демонстрації в Бостоні і засудили до 18 місяців в'язниці. Арешт одного з наймолодших випускників Гарварду широко висвітлювався в пресі і швидко зробив Вільяма місцевою знаменитістю.
Під час судового процесу Вільям називав себе соціалістом і заявляв, що відмовився від призову на Першу світову війну з ідейних міркувань (пізніше він розвинув власну квазіліберальну теорію, засновану на індивідуальних правах і «американській громадській цілісності»). Батькові Вільяма вдалося переконати окружного прокурора не відправляти сина на покарання. Натомість батьки послали його в санаторій в Нью-Гемпширі на рік, а наступного року забрали з собою до Каліфорнії. Вони стали наполягати, щоб він змінився, а інакше погрожували відправити сина в божевільню.

### Пізні роки (1921—1944)
Проживав в Нью-Йорку окремо від батьків, довго боявся повернутися в Массачусетс через можливий арешт. Працював і займався колекціонуванням. Судився з газетами, публікував статті про своє життя.

### Смерть
Вільям помер у Бостоні від внутрішньомозкового крововиливу 1944 року, йому було 46. Його батько помер від того ж недугу у віці 56 років 1923 року.

## Публікації і теми досліджень
Галузі знань, у яких залишилися роботи Вільяма, включають американську історію, космологію і психологію. Він був збирачем залізничних квитків і займався вивченням транспортних систем. Під псевдонімом «Франк Фалупа» написав трактат про залізничні квитки, де ідентифікував способи збільшення пропускної здатності транспортної мережі. У 1930 році отримав патент на беззмінний нескінченний календар, який брав до уваги високосні роки.
Вільям знав близько 40 мов (за іншими даними — 200) і вільно перекладав з однієї на іншу. Також Вільям створив власну штучну мову «Vendergood» в своїй другій книзі, названій «Book of Vendergood», яку він написав у 8 років. Мова в більшій частині заснована на латинській і грецькій, також він ґрунтувався на німецькій, французькій та інших романських мовах.

## Оцінка
Вільям оцінюється деякими біографами як найбільш обдарована людина на Землі. Ось деякі з фактів, що сприяли цій думці:
- Вільям навчився писати до кінця першого року життя.
- На четвертому році життя прочитав Гомера в оригіналі.
- У шість років вивчив аристотелеву логіку.
- Між 4 і 8 роками написав 4 книги, включаючи одну монографію з анатомії.
- У сім років склав іспит Гарвардської медичної школи з анатомії.
- До 8 років Вільям знав 8 мов: англійську, латину, грецьку, російську, іврит, французьку, німецьку і ще одну, яку він винайшов сам.
- У зрілому житті Вільям вільно володів 40 мовами, а, за твердженнями деяких авторів, це число досягало 200.
- У 11 років вступив до Гарвардського університету і незабаром вже читав лекції в математичному клубі Гарварда.
- Він закінчив Гарвард з відзнакою в 16 років.

Деякі критики використовують Сідіса як найбільш показовий приклад того, що вундеркінди ризикують не досягти успіху в зрілому віці.